# Louis Marie Stanislas Fréron
Louis Marie Stanislas Fréron (17. srpna 1754, Paříž – 15. července 1802, Saint-Domingue) byl politik za Velké francouzské revoluce.

## Životopis
Louis-Marie Stanislas Fréron se narodil jako syn publicisty Élie Catherine Frérona (1718–1776) a byl žákem lycea Louis-le-Grand. Zde se seznámil s Robespierrem a Desmoulinsem.
Fréron se stal obdivovatelem Jeana Paula Marata. Od prosince 1789 Fréron vydával deník L'Orateur du Peuple, který byl stylem a jazykem podobný Maratově L'Ami du Peuple. Fréron obvinil Mirabeaua ze zrady a po králově neúspěšném útěku v červnu 1791 požadoval královu popravu. V září 1792 byl Fréron zvolen poslancem Národního konventu. Stal se členem Hory a brzy poté hlasoval pro popravu Ludvíka XVI.
V březnu 1793 byli na příkaz Národního shromáždění Paul Barras a Stanislas Fréron posláni do departementů Basses-Alpes a Hautes-Alpes. Zde oba dohlíželi na odvody do vojska. Barras a Fréron se sešli 4. prosince 1793 v revolučním tribunálu v Marseille, kde odsoudili k trestu smrti přes 400 lidí. Fréron nechal přejmenovat město Toulon po jeho znovudobytí 19. prosince 1793 na Port-la-Montagne. Téhož dne bylo na Fréronův rozkaz zatčeno 800 obyvatel Toulonu a zastřeleno. Ostatní obyvatelé byli svévolně uvězněni a museli být vykoupeni svými příbuznými. Počátkem ledna 1794 nařídili Barras a Fréron radnici, aby zbourala pomníky a domy bohatých občanů v Marseille. Aby vysvětlili své činy v Marseille a Toulonu, byli Barras a Fréron o několik týdnů později povoláni do Paříže. Protože se Fréron bál o svůj život, přidal se k nepřátelům Robespierra a aktivně podporoval Thermidorský převrat (27. července 1794).
Po Thermidoru požadoval, aby Fréron zboření pařížské radnice a předměstí Saint-Antoine. Vyjádřil se také pro uzavření Jakobínského klubu a působil jako hlavní demagog Jeunesse dorée v Paříži. Dne 5. října 1795 se zúčastnil potlačení royalistického povstání. O něco později byl Fréron znovu poslán do Marseille jako komisař, aby „chránil republikány“. Protože tam vedl skandální život, byl na jaře 1796 zbaven úřadu. Od srpna 1799 Fréron pracoval pro pařížské daňové úřady jménem Direktoria.
Stanislas Fréron se v Marseille  v roce 1794 setkal s korsickou rodinou Bonapartových. Pauline Bonaparte se do mnohem staršího a tehdy mocného muže zamilovala. Navzdory Napoleonově nesouhlasu vůči sňatku mezi Pauline a Fréronem zůstali oba dlouholetí milenci. Aby se Napoleon Bonaparte zbavil problémového milence své sestry, jmenoval Frérona podprefektem na Saint-Domingue na Haiti. Po pouhém půl roce pobytu (15. července 1802) zde Fréron zemřel  na žlutou zimnici.